# Bernard Wojewódka

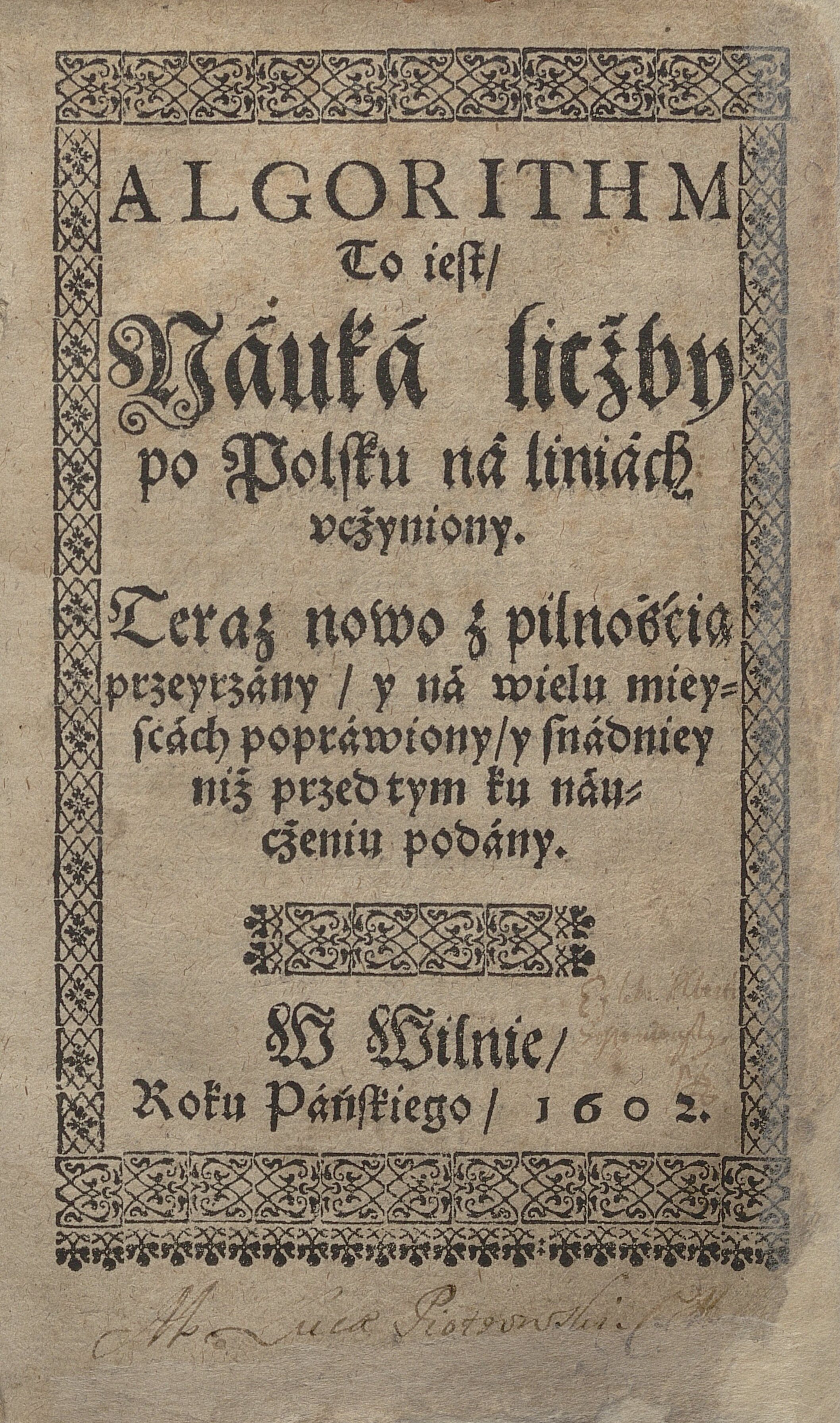
Algorithm To iest, Nauka liczby po Polsku 1602

Bernard Wojewódka (zm. 1554) – polski pisarz i drukarz związany z ruchem reformacyjnym.
Początkowo działał w Krakowie, gdzie prawdopodobnie nabył umiejętności drukarskich. W 1553 na zaproszenie Mikołaja Radziwiłła Czarnego osiadł w Brześciu Litewskim, gdzie zorganizował drukarnię finansowaną przez Radziwiłła. Prace przekładowe i drukarskie realizował tam razem z Andrzejem Trzecieskim. W latach 1553–1554 wydał w drukarni trzy własne prace przekładowe. W 1554 utonął podczas przeprawy przez Bug.
Wojewódka jest autorem książki Algorytm, to jest nauka liczby po polsku, wydanej w Krakowie w drukarni Szarffenbergów w 1553. Była to druga wydana w języku polskim książka matematyczna (pierwszą był Algorytm Tomasza Kłosa z 1538).